# Chhota Chhindwara
Chhota Chhindwara, ook wel bekend als Gotegaon, is een nagar panchayat (plaats) in het district Narsinghpur van de Indiase staat Madhya Pradesh. 

## Demografie
Volgens de Indiase volkstelling van 2001 wonen er 23.417 mensen in Chhota Chhindwara, waarvan 52% mannelijk en 48% vrouwelijk is. De plaats heeft een alfabetiseringsgraad van 76%. 